# Gabriele Misch
Gabriele Misch (geb. 2. April 1959 in München) ist eine deutsche Schauspielerin, Sängerin und Autorin.

## Leben
Misch wurde als zweites Kind von Fini Busch und Musikproduzent Hanns Ger Huber 1959 in München geboren. Mit 13 Jahren machte sie ihre erste Studio-Aufnahme für Pippi Langstrumpf. Sie besuchte das Angergymnasium München und ging ihre erste Ehe mit 17 Jahren mit dem Zahnarzt Gerhard Misch ein, aus der vier Kinder hervorgingen.
Gabriele Misch nahm Schauspielunterricht bei Eleonore Noelle und an der Deutschen Schauspielakademie (Diplom). Gesangsunterricht erhielt sie bei Joy C. Green und Günter Edin. 
Mit dem Komponisten Günter Edin war sie in zweiter Ehe bis zu dessen Tod (13. August 2016) verheiratet und verwaltet heute auch seinen musikalischen Nachlass.
Neben diversen Theater-Engagements in den vergangenen Jahrzehnten erarbeitete sie mit ihrem Mann auch mehrere musikalische Programme, Chanson- und Revueprogramme, meist mit eigenen Texten und von Günter Edin komponierter Musik, aber auch ein Programm mit Chansons von Marlene Dietrich und Hildegard Knef, „Sag mir, wo die Lieder sind“, sowie eine Hommage an ihre Mutter Fini Busch, „Sugar Baby“; auch der urheberrechtliche Nachweis der Mutter wird von Misch verwaltet.
Für die Musikschule Neuried inszenierte sie Günter Edins Musical „Emil und die Detektive“ im Orlandosaal der Stadthalle Germering. Mit ihrem Mann schrieb sie das Musical „Der kleine Lord“ (Musik Günter Edin, Libretto und Liedtexte Gabriele Misch, drei der Liedtexte sind von Fini Busch). Den von ihrem Vater geerbten Verlag edition al-fine betreibt sie nach dem Tod ihres Mannes allein weiter, dort ist auch ein Album mit Knef-Liedern erschienen.
Mit dem Pianisten Peter Wegele und oft auch komplett mit Trio (Peter Wegele/Piano, Eric Stevens/Kontrabass, Günther Hauser/Schlagzeug) lässt sie sowohl die Lieder ihres Mannes weiterleben als auch die anderen musikalischen Programme.

## Musikprogramme
Wunderwesen der Nacht – literarisch-poetisches Musik-Kabarett, Sag mir, wo die Lieder sind – Hildegard Knef & Marlene Dietrich – ihre Lieder, ihre Freundschaft, ihr Leben, Sugar Baby – Hommage an Fini Busch und ihre Evergreens, Jawoll, meine Herrn – Revue mit Filmhits, Komm, hol den Mond – Hommage an Günter Edin und seine Melodien

## Theater
Zehn kleine Negerlein – Kriminalstück Agatha Christie – Theater Gauting, Sommernachtstraum – Komödie von Shakespeare, Überall ist Wunderland – Inszenierte Gedichte – Ringelnatz/Morgenstern – Neue Bühne Bruck – Regie Rudolf Danker, Die jüdische Frau – Monolog von Brecht – Theater Blaue Maus München, Liebesli(e)derliches „Komm, Mädchen, laß Dich stopfen“ – Inszenierte Gedichte B. Brecht – Regie Rudolf Danker – Theater Blaue Maus München, Emil und die Detektive – Musical nach Kästner – von Günter Edin – Neuried/Stadthalle Germering (Regiearbeit), Schädelstätte – Monolog Erdmann – Regie Mathias Hejny Theater FFB und Theater Blaue Maus, München, „Die große Reise“ – Gastspiel mit Paul v. Schell – Knef – Lesung und Chansons Ulm, Blütenträume – Rolle Frieda – Theater im Roßstall Germering – Regie Cecilia Gagliardi, Theater Blaue Maus „Mordsweiber“ mit Corinna Duhr, Nina Bernreuther, Jasmin Ott – Regie Caus Siegert, Theater Blaue Maus „Kleine Unglücksfälle“ Ror Wolf, mit Nina Bernreuther, Stefan Rihl, Martin Lüning, Regie Claus Siegert, Lesung „Über die verbrannten Bücher“ mit Cordula Hubrich und Günter Edin, Lesung „Die Katze in Musik und Literatur“ mit Cordula Hubrich und Günter Edin, Sag mir, wo die Lieder sind Theater Blaue Maus, Komm, hol den Mond – Chansonprogramm mit Günter Edin

## Autorin
Libretto und Liedtexte für das Musical „Der kleine Lord“, einige hundert Gedichte und Texte, viele davon von Günter Edin vertont, Bearbeitungen anderer Libretti